# Кобылянка (гмина)
Кобылянка (пол. Kobylanka) — сельская гмина (волость), входит как административная единица в Старгардский повет, Западно-Поморское воеводство, в северо-западной части Польши.
Гмина занимает площадь 122,05 км², а к 2005 году население составило 5512 человек.

## Соседствующие гмины
Гмина Кобылянка соседствует с городом Старгард-Щециньски и Щецин, а также с гминами Голенюв, Старее-Чарново и Старгард-Щециньски.